# Numerična relativnost
Numérična relatívnost je v fiziki ena od vej splošne teorije relativnosti, ki uporablja numerične metode in algoritme za reševanje in analizo problemov. V ta namen se superračunalniki pogosto uporabljajo za preučevanje črnih lukenj, gravitacijskega valovanja, nevtronskih zvezd in mnogih drugih pojavov, ki jih ureja Einsteinova splošna teorija relativnosti. Trenutno dejavno področje raziskav numerične relativnosti je simulacija relativističnih dvozvezdij in z njimi povezanega gravitacijskega valovanja.

## Pregled
Primarni cilj numerične relativnosti je preučevanje prostor-časov, katerih eksaktna oblika ni znana. Prostor-časi, ugotovljeni tako računalniško, so lahko popolnoma dinamični, stacionarni ali statični in lahko vsebujejo polja snovi ali vakuum. V primeru stacionarnih in statičnih rešitev se lahko uporabijo tudi numerične metode za preučevanje stabilnosti ravnovesnih prostor-časov. V primeru dinamičnih prostor-časov se lahko problem razdeli na problem začetne vrednosti in razvoj, pri čemer vsaka zahteva različne metode.
Numerična relativnost se uporablja na številnih področjih, kot so na primer kozmološki modeli, kritični pojavi, motene črne luknje in nevtronske zvezde ter združevanje črnih lukenj in nevtronskih zvezd. V katerem koli od teh primerov je mogoče Einsteinove enačbe polja oblikovati na več načinov, ki omogočajo razvoj dinamike. Čeprav so Cauchyjeve metode prejele večino pozornosti, so bile uporabljene tudi metode, ki temeljijo na karakterističnem in Reggejevem računu. Vse te metode se začnejo s posnetkom gravitacijskih polj na neki hiperploskvi, začetnimi podatki, in razvijejo te podatke na sosednje hiperploskve.
Tako kot pri vseh problemih v numerični analizi je posebna pozornost namenjena stabilnosti in konvergenci numeričnih rešitev. V tej vrstici je veliko pozornosti namenjeno umeritvenim pogojem, koordinatam in različnim formulacijam Einsteinovih enačb polja ter vplivu, ki ga imajo na zmožnost tvorjenja natančnih numeričnih rešitev.
Raziskave numerične relativnosti se razlikujejo od dela na klasičnih teorijah polja, saj je veliko tehnik, ki se izvajajo na teh področjih, v relativnosti neuporabnih. Mnogo vidikov pa si delijo obsežni problemi v drugih računalniških vedah, kot so računalniška dinamika tekočin, elektromagnetika in mehanika trdnih snovi. Numerični relativisti pogosto sodelujejo z uporabnimi matematiki in črpajo vpogled iz numerične analize, znanstvenega računanja, parcialnih diferencialnih enačb in geometrije med drugimi matematičnimi področji specializacije.

## Zgodovina

### Teoretične osnove
Albert Einstein je leta 1915 objavil svojo splošno teorijo relativnosti. Tako kot njegova prejšnja posebna teorija relativnosti opisuje prostor in čas kot enoten prostor-čas, ki je predmet tega, kar je sedaj znano kot Einsteinove enačbe polja. Te tvorijo množico sklopljenih nelinearnih parcialnih diferencialnih enačb (PDE). Po več kot 100 letih od prve objave teorije je za enačbe polja znanih razmeroma malo sklenjenih rešitev, od katerih je večina kozmoloških rešitev, ki predpostavljajo posebno simetrijo za zmanjšanje kompleksnosti enačb.
Področje numerične relativnosti je nastalo iz želje po konstruiranju in preučevanju bolj splošnih rešitev enačb polja s približnim numeričnim reševanjem Einsteinovih enačb polja. Nujna predhodnica takih poskusov je bila razstavitev prostor-časa nazaj na ločena prostor in čas. To so prvič objavili Richard Arnowitt, Stanley Deser in Charles William Misner v poznih 1950-ih v (standardnem) formalizmu ADM. Čeprav se natančne enačbe, oblikovane v izvirnem članku ADM, zaradi tehničnih razlogov redko uporabljajo v numeričnih simulacijah, večina praktičnih pristopov k numerični relativnosti uporablja »razstavitev 3 + 1« prostora-časa na trirazsežni prostor in enorazsežni čas, ki sta tesno povezana s formulacijo ADM, ker metoda ADM preformulira Einsteinove enačbe polja v problem omejene začetne vrednosti, ki ga je mogoče obravnavati z uporabo računalniških metodologij.
V času, ko so ADM objavili svoj izvirni članek, računalniška tehnologija ne bi podpirala numerične rešitve njihovih enačb za noben večji problem. Zdi se, da sta prva poskusila numerično reševati Einsteinove enačbe polja Susan G. Hahn in Richard Wallace Lindquist leta 1964. Med začetnike numerične relativnosti se uvršča Andrej Čadež. Kmalu zatem sta reševala problem Larry Smarr in Kenneth Robert Eppley. Ti zgodnji poskusi so bili osredotočeni na razvijanje Misnerjevih podatkov v osni simetriji (znani tudi kot »razsežnosti 2 + 1«). Približno v istem času je Tsvi Piran napisal prvo kodo, ki je razvila sistem z gravitacijskim sevanjem z uporabo valjne simetrije. V tem izračunu je postavil temelje za mnoge koncepte, ki se sedaj uporabljajo pri razvijanju enačb ADM, kot je »prosta evolucija« proti »omejeni evoluciji«, ki se ukvarjajo s temeljnim problemom obravnave omejitvenih enačb, pojavljajočih se v formalizmu ADM. Uporaba simetrije je zmanjšala računske in pomnilniške zahteve, povezane s problemom, kar je raziskovalcem omogočilo, da so dobili rezultate na superračunalnikih, ki so bili tedaj na voljo.

### Zgodnji rezultati
Prve realistične izračune vrtilnega kolapsa sta v zgodnjih 1980-ih izvedla Richard F. Stark in Tsvi Piran, v katerih so bile prvič izračunane oblike gravitacijskega valovanja, ki je posledica nastajanja vrteče črne luknje. Skoraj 20 let po začetnih rezultatih je bilo objavljenih precej malo drugih rezultatov v numerični relativnosti, verjetno zaradi pomanjkanja dovolj zmogljivih računalnikov za reševanje problema. V poznih 1990-ih je združenje Binary Black Hole Grand Challenge Alliance uspešno simuliralo čelni trk dvojne črne luknje. Kot korak naknadne obdelave je skupina izračunala dogodkovno obzorje za prostor-čas. Ta rezultat je še vedno zahteval nalaganje in izkoriščanje osne simetrije v izračunih.
Nekateri od prvih dokumentiranih poskusov reševanja Einsteinovih enačb polja v treh razsežnostih so bili osredotočeni na eno samo Schwarzschildovo črno luknjo, ki je opisana s statično in sferno simetrično rešitvijo Einsteinovih enačb polja. To zagotavlja odličen testni primer v numerični relativnosti, ker ima rešitev sklenjene oblike, tako da je mogoče numerične rezultate primerjati z natančno rešitvijo, ker je statična in ker vsebuje eno najbolj numerično zahtevnih značilnosti teorije relativnosti, fizično singularnost. Ena od prvih skupin, ki je poskušala simulirati to rešitev, je bila skupina Petra Anninosa s sodelavci leta 1995. V svojem prispevku so poudarili, da
»je napredek v trirazsežni numerični relativnosti deloma oviran zaradi pomanjkanja računalnikov z dovolj pomnilnika in računsko močjo za izvajanje dobro razrešenih izračunov trirazsežnih prostor-časov.«

### Zorenje področja
V letih, ki so sledila, niso samo računalniki postali zmogljivejši, ampak so tudi različne raziskovalne skupine razvile alternativne tehnike za izboljšanje učinkovitosti izračunov. V zvezi s simulacijami črnih lukenj sta bili oblikovani dve tehniki, da bi se izognili težavam, povezanim z obstojem fizikalnih singularnosti v rešitvah enačb: (1) izrezovanje in (2) metoda »prebadanj«. Poleg tega je skupina Lazarus razvila tehnike za uporabo zgodnjih rezultatov kratkotrajne simulacije, ki rešuje nelinearne enačbe ADM, da bi zagotovila začetne podatke za bolj stabilno kodo, ki temelji na lineariziranih enačbah, izpeljanih iz teorije motenj. Na splošno so bile na področju numerične relativnosti uvedene tehnike prilagodljivega mrežnega prečiščevanja, ki se že uporabljajo v računalniški dinamiki tekočin.

#### Izrezovanje
Pri tehniki izrezovanja, ki je bila prvič predlagana v poznih 1990-ih, se del prostor-časa znotraj dogodkovnega obzorja, ki obdaja singularnost črne luknje, preprosto ne razvije. Teoretično to ne bi smelo vplivati na rešitev enačb zunaj dogodkovnega obzorja zaradi načela vzročnosti in značilnosti dogodkovnega obzorja (tj. nič fizičnega znotraj črne luknje ne more vplivati na katero koli fiziko zunaj obzorja). Torej, če nekdo preprosto ne reši enačb znotraj obzorja, mora biti še vedno sposoben pridobiti veljavne rešitve zunaj. Notranjost se »izreže« tako, da se naloži vhodne mejne pogoje na mejo, ki obdaja singularnost, vendar znotraj obzorja. Čeprav je bila izvedba izrezovanja zelo uspešna, ima tehnika dve manjši težavi. Prva je, da je treba paziti na koordinatne pogoje. Medtem ko se fizikalni vplivi ne morejo širiti od znotraj navzven, se lahko koordinirajo. Na primer, če bi bili koordinatni pogoji eliptični, bi se lahko notranje spremembe koordinat takoj razširile skozi obzorje. To potem pomeni, da se za širjenje koordinatnih vplivov potrebuje koordinatne pogoje hiperboličnega tipa z značilnimi hitrostmi, manjšimi od hitrosti svetlobe (npr. z uporabo koordinatnih pogojev harmoničnih koordinat). Druga težava je, da je treba, ko se črne luknje gibljejo, nenehno prilagajati lego izrezanega območja, da se giblje s črno luknjo.
Tehnika izrezovanja se je razvijala več let, vključno z razvojem novih umeritvenih pogojev, ki so povečali stabilnost in delo, ki je pokazalo sposobnost izrezanih območij, da se gibljejo skozi računalniško mrežo. Prvo stabilno, dolgoročno evolucijo tira in združitev dveh črnih lukenj s to tehniko je objavil Frans Pretorius leta 2005.

#### Prebadanja
Pri metodi prebadanj se rešitev faktorizira v analitični del, ki vsebuje singularnost črne luknje, in numerično konstruiran del, ki je nato brez singularnosti. To je posplošitev Brill-Lindquistovega recepta za začetne podatke črnih lukenj v mirovanju in ga je mogoče posplošiti na Bowen-Yorkov recept za začetne podatke o vrtečih se in gibajočih se črnih luknjah. Do leta 2005 je vsa objavljena uporaba metode prebadanj zahtevala, da koordinatna lega vseh prebadanj ostane fiksna med potekom simulacije. Seveda bodo črne luknje v bližini druga druge težile k gibanju pod silo gravitacije, tako da je dejstvo, da je koordinatna lega preboda ostala fiksna, pomenilo, da so koordinatni sistemi sami postali »raztegnjeni« ali »zviti«, kar je običajno vodilo do numeričnih nestabilnosti na neki stopnji simulacije.

#### Preboj leta 2005 (čudežno leto numerične relativnosti)
Leta 2005 je skupina raziskovalcev prvič dokazala zmožnost, da se prebadanja gibljejo skozi koordinatni sistem in tako odpravila nekatere prejšnje težave z metodo. To je omogočilo natančne dolgoročne razvoje črnih lukenj. Z izbiro ustreznih koordinatnih pogojev in grobo analitično predpostavko o poljih blizu singularnosti (ker se iz črne luknje ne morejo širiti nobeni fizikalni vplivi, grobost približkov ni pomembna), bi se lahko dobile numerične rešitve problema dveh črnih lukenj, ki krožita druga okrog druge, kot tudi natančen izračun gravitacijskega sevanja (valovanje v prostor-času), ki ga oddajajo. Leto 2005 so preimenovali v »čudežno leto« numerične relativnosti, 100 let po čudežnem letu posebne teorije relativnosti (1905).

#### Projekt Lazarus
Projekt Lazarus (1998–2005) je bil razvit kot tehnika po velikem izzivu za pridobivanje astrofizikalnih rezultatov iz kratkotrajnih popolnih numeričnih simulacij dvojnih črnih lukenj. Kombiniral je aproksimacijske tehnike pred (ponewtonske trajektorije) in po (motnje posameznih črnih lukenj) s popolnimi numeričnimi simulacijami, ki so poskušale rešiti enačbe polja splošne teorije relativnosti. Vsi predhodni poskusi numerične integracije Hilbert-Einsteinovih enačb, ki opisujejo gravitacijsko polje okrog dvojnih črnih lukenj v superračunalnikih, so privedli do okvare programske opreme, preden je bila dokončan en tir.
Lazarusov pristop je medtem dal najboljši vpogled v problem dvojne črne luknje in dal mnoge in razmeroma natančne rezultate, kot sta izsevana energija in vrtilna količina, oddana v zadnjem stanju združevanja, gibalna količina, ki jo proizvedejo luknje z neenako maso, ter končna masa in spin ostanka črne luknje. Metoda je izračunala tudi podrobna gravitacijska valovanja, ki jih oddaja proces združevanja, in napovedala, da je trčenje črnih lukenj najbolj energičen posamezen dogodek v vesolju, ki v delčku sekunde sprosti več energije v obliki gravitacijskega sevanja kot cela galaksija v svoji življenjski dobi.

#### Prilagodljivo mrežno prečiščevanje
Prilagodljivo mrežno prečiščevanje (AMR) kot numerična metoda ima korenine, ki presegajo njeno prvo uporabo na področju numerične relativnosti. Mrežno prečiščevanje se je prvič pojavilo v literaturi o numerični relativnosti v 1980-ih skozi delo Matthewa Williama Choptuika v njegovih raziskavah kritičnega kolapsa skalarnih polj. Prvotno delo je bilo enorazsežno, vendar je bilo pozneje razširjeno na dve razsežnosti. V dveh razsežnostih je bil AMR uporabljen tudi za preučevanje nehomogenih kozmologij in za preučevanje Schwarzschildovih črnih lukenj. Tehnika je sedaj postala standardno orodje v numerični relativnosti in se uporablja za preučevanje združevanja črnih lukenj in drugih kompaktnih teles poleg širjenja gravitacijskega sevanja, ki ga ustvarjajo takšni astronomski dogodki.

## Najnovejši razvoj
V zadnjih nekaj letih je bilo objavljenih na stotine raziskovalnih člankov, ki so vodili do širokega spektra matematične relativnosti, gravitacijskih valovanj in astrofizikalnih rezultatov za problem črne luknje na tiru. Ta tehnika se je razširila na astrofizikalne dvojne sisteme, ki vključujejo nevtronske zvezde in črne luknje ter več črnih lukenj. Ena najbolj presenetljivih napovedi je, da lahko združitev dveh črnih lukenj preostali luknji omogoči hitrost do 4000 km/s, kar ji lahko omogoči pobeg iz katere koli znane galaksije. Simulacije prav tako napovedujejo ogromno sproščanje gravitacijske energije v tem procesu združevanja, ki znaša do 8 % celotne mirovne mase.